# Aleksandr Skorochodow
Aleksandr Kastorowicz Skorochodow (ros. Алекса́ндр Касто́рович Скорохо́дов, ur. 1880 w guberni kostromskiej, zm. we wrześniu 1919 w Żmerynce) – działacz bolszewicki.

## Życiorys
Od 1906 członek SDPRR, kilkakrotnie aresztowany, od lutego 1917 członek Rady Piotrogrodzkiej, radny Piotrogrodzkiej Dumy Rejonowej. Od lipca 1917 przewodniczący Rady Piotrogrodzkiej, członek Piotrogrodzkiego Sztabu Wojskowo-Rewolucyjnego, później Czerwonej Gwardii w Piotrogrodzie, 1918 komendant rejonu piotrogrodzkiego, od 15 stycznia do 15 marca 1919 przewodniczący Piotrogrodzkiej Obwodowej Czeki przy Radzie Komisarzy Ludowych Związku Komun Obwodu Północnego/piotrogrodzkiej gubernialnej Czeki. We wrześniu 1919 aresztowany przez antykomunistów walczących z bolszewikami na Ukrainie, następnie rozstrzelany.